# Ofu
Ofu is een bestuurslaag in het regentschap Timor Tengah Selatan van de provincie Oost-Nusa Tenggara, Indonesië. Ofu telt 1600 inwoners (volkstelling 2010).